# Labena marginata
Labena marginata är en stekelart som beskrevs av Szepligeti 1914. Labena marginata ingår i släktet Labena och familjen brokparasitsteklar. Inga underarter finns listade i Catalogue of Life.